# (21460) Ryozo
(21460) Ryozo (1998 HP52) – planetoida z pasa głównego asteroid okrążająca Słońce w ciągu 3,45 lat w średniej odległości 2,28 j.a. Odkryta 30 kwietnia 1998 roku.